# Capitoli di Dorohedoro

Copertina del primo volume dell'edizione italiana

Questa è la lista dei capitoli di Dorohedoro, manga scritto e disegnato da Q Hayashida.
L'opera è stata serializzata dalla casa editrice Shōgakukan sulla rivista mensile Ikki dal 1999 al 2014, sul settimanale Hibana dal 2015 al 2017 e su Monthly Shōnen Sunday dal 2017 fino alla conclusione nel 2018. In seguito è stata raccolta in 23 volumi tankōbon. L'edizione italiana è stata pubblicata da Panini Comics all'interno della collana Manga 2000 dal 16 ottobre 2003 al 20 giugno 2019.
I capitoli sono chiamati nell'indice "demoni" e ogni volume si conclude con un capitolo bonus ("demone supplementare") non numerato ed escluso dalla conta dei capitoli. L'ultimo volume della serie manga inizia con un capitolo extra e finisce con un altro capitolo bonus prima del demone supplementare, entrambi i capitoli aggiuntivi sono esclusi dal conteggio totale.
| Indice Lista volumi 1 2 3 4 5 6 7 8 9 10 11 12 13 14 15 16 17 18 19 20 21 22 23 Note |

## Lista volumi
| 1  | 30 gennaio 2002 | ISBN 4-09-188271-4                                                          | 16 ottobre 2003   | -                  |
| 1  | Capitoli - 1. Cayman (カイマン?, Kaiman) - 2. Hungry Bug (ハングリーバグ?, Hangurī Bagu) - 3. Il tizio dell'incubo (悪夢の中のアイツ?, Akumu no naka no aitsu) - 4. Nel sacchetto (袋の中?, Fukuro no naka) - 5. Silenzio mentre si mangia (食事中はお静かに?, Shokuji-chū wa o shizuka ni) - 6. Lo stregone della città vicina (隣の町の魔法使い?, Tonari no machi no mahōtsukai) - Capitolo bonus |                                                                             |                   |                    |
| 1  | Trama Nella città di Hole — un posto sporco e violento che subisce periodicamente l'attacco degli stregoni, esseri fisicamente uguali agli umani ma dotati di magia, che indossano una maschera e provenienti da un reame separato tramite delle particolari porte che possono apparire improvvisamente — vive Cayman, un uomo che in seguito all'attacco di uno stregone ha perso la memoria, è diventato immune alla magia, e si è ritrovato con una testa da rettile all'interno della cui bocca vive un uomo con dei peculiari occhi crociati. Cayman trascorre il tempo lavorando presso l'ospedale di Hole e dando la caccia agli stregoni insieme all'amica Nikaido in cerca dell'uomo che lo ha ridotto così; per fare ciò azzanna la testa delle sue vittime e le fa visionare all'uomo che vive al suo interno, in caso di risposta negativa li uccide. Durante una di queste cacce Cayman e Nikaido sconfiggono gli stregoni Matsumura e Fujita; mentre il primo viene ucciso, Fujita, un giovane stregone di basso livello che lavora a servizio di En, riesce a fuggire. Fujita viene incaricato di trovare gli stregoni rimasti a Hole, in particolare uno esperto in trasformazioni in rettili. Nikaido e Cayman trovano una ragazzina maga, Ebisu, ma non riescono a sapere la risposta dell'uomo nella bocca perché Fujita la porta in salvo, anche se la giovane rimane sfigurata e traumatizzata. En incarica i suoi assassini Shin e Noi di eliminare Cayman e Nikaido in quanto responsabili della morte di molti stregoni. |                                                                             |                   |                    |
| 2  | 30 settembre 2002 | ISBN 4-09-188272-2                                                          | 18 dicembre 2003  | -                  |
| 2  | Capitoli - 7. La notte dei morti (死者の夜?, Shisha no yoru) - 8. Scontro sanguinario davanti al supermercato (血闘!!中央デパート前?, Chi tatakai!! Chūō depāto mae) - 9. Gran ballo del lucertolone (トカゲも踊る盛り沢山?, Tokage mo odoru moridakusan) - 10. Arrosto di anatra con contorno di stregoni (鴨のロースト魔法使い添え?, Kamo no rōsuto mahōtsukai soe) - 11. Il torneo unificato del mondo demoniaco (統一魔界なんちてトーナメント?, Tōitsu makai nan chite tōnamento) - Capitolo bonus |                                                                             |                   |                    |
| 2  | Trama Shin, Noi, Fujita ed Ebisu, che è stata rimessa in sesto da Noi, giungono a Hole proprio durante la notte del Living Dead Day, in cui le vittime degli esperimenti degli stregoni tornano in vita sotto forma di zombie e devono essere combattuti e purificati, e si imbattono infine in Cayman e Nikaido. Shin viene azzannato e riesce a vedere l'uomo nella bocca di Cayman, ma subito dopo decapita l'uomo lucertola; Nikaido, che si rivela essere una strega, usa il proprio fumo magico per aprire una porta e portare in salvo l'amico. Cayman si ristabilisce e gli ricresce misteriosamente la testa, sempre con aspetto da rettile. I rapporti tra lui e Nikaido però non cambiano, in quanto Cayman sceglie di non credere alle parole del dottor Vaux che sostiene che la ragazza sia una strega. La testa decapitata viene messa sotto formalina e poi dissezionata in cerca di indizi sull'identità dell'uomo che vive al suo interno. Durante l'operazione avviene però un black out e la testa scompare. En, informato dei fatti, chiede a un altro stregone, Turkey, di realizzare una bambola con l'aspetto dell'uomo visto da Shin nella bocca di Cayman. Il fantoccio, programmato per ricongiungersi al suo originale, si dirige fino a una casa nella periferia del mondo magico, in cui il gruppo trova la testa decapitata dell'uomo con gli occhi crociati. |                                                                             |                   |                    |
| 3  | 30 giugno 2003 | ISBN 4-09-188273-0                                                          | 22 settembre 2005 | -                  |
| 3  | Capitoli - 12. Abito di gala obbligatorio (舞踏会へは正装でおこし下さいませ?, Budōkai he wa seisō de okoshi kudasaimase) - 13. L'anno che verrà (ゆく年くる年 in“ホール”?, Yuku toshi kuru toshi in "hōru") - 14. Il Cayman del regno della stregoneria (魔法の国のカイマン?, Mahō no kuni no Kaiman) - 15. Episodio segreto della toilette in fiamme (炎洗式トイレ秘話?, Honō arai-shiki toire hiwa) - 16. La venditrice di fumo (ケムリ売りの少女?, Kemuri uri no shōjo) - 17. Una montagna di funghi (キノコの山は食べ盛り?, Kinoko no yama wa tabezakari) - Capitolo bonus |                                                                             |                   |                    |
| 3  | Trama En e i suoi sgherri si recano a un ricevimento durante il quale rapiscono una creatura in grado di rianimare i morti, soprannominata Kikurage, che En vuole come partner magico. Grazie al suo aiuto fa tornare in vita la testa appena trovata e le fornisce un corpo meccanico. Cayman e Nikaido intanto fanno la conoscenza del professor Kasukabe, che ha realizzato una porta magica per il mondo degli stregoni usando dei cadaveri. I due la attraversano per cercare informazioni sul passato di Cayman, e trovano un nascondiglio di un gruppo di occhi crociati, una banda di persone che non possono usare la magia e che sembrano in qualche modo legate all'uomo dagli occhi crociati, di cui Cayman si ricorda improvvisamente il nome: Risu. Shin e Noi però li precedono e uccidono i presenti. Nikaido da sola si reca allora in un negozio di fumo per ottenere del denaro, con il quale evoca il demone Asu, che la informa che Risu si trova da En e la aiuta a raggiungere il luogo. La ragazza riesce a trovare Risu ma viene scoperta e deve fuggire via. Un fungo creato dalla magia di En le cresce però sul corpo, e Cayman è costretto a tagliarglielo via. |                                                                             |                   |                    |
| 4  | 30 gennaio 2004 | ISBN 4-09-188274-9                                                          | 17 novembre 2005  | -                  |
| 4  | Capitoli - 18. Il primo fumo (はじめてのケムリ?, Hajimete no kemuri) - 19. Elegia in un tombino (マンホール哀歌?, Manhōru Erejī) - 20. La tanto attesa partita all star di baseball (オールスター☆夢の球宴?, Ōrusutā yume no kyūen) - 21. L'emozionante partita all star di baseball (オールスター☆夢の球宴白熱!!?, Ōrusutā yume no kyūen hakunetsu!!) - 22. Lucertole in aumento (トカゲ増量中！?, Tokage zōryō-chū!) - 23. Partenza in una bella giornata (いい日、旅立ち?, Ī hi, tabidachi) - Capitolo bonus |                                                                             |                   |                    |
| 4  | Trama Nikaido rischia di dissanguare, così Cayman è costretto a riportarla a Hole, dove viene operata da Vaux e Kasukabe. Durante il ricovero viene rapita da un uomo che comanda uno scarafaggio gigante chiamato Jonson; Cayman si mette al suo inseguimento e, dopo aver ferito a morte il sequestratore, riporta in salvo l'amica. Fujita vuole vendicare il suo partner morto, quindi raggiunge Hole ed Ebisu lo segue. I due per avvicinarsi a Cayman prendono parte a una partita di baseball tra i due ospedali della città; sul campo di gioco Fujita trova nella squadra avversaria Matsumura ormai reso uno zombie da Kasukabe e alla prima occasione riporta il partner nel mondo degli stregoni. Alla villa di En, intanto, Noi entra accidentalmente in contatto con il fumo di Ebisu che era in una bottiglietta e si trasforma in un rettile, perdendo il controllo e attaccando i suoi stessi compagni. Shin riesce a metterla fuori gioco e poi per sciogliere l'incantesimo si rende necessario l'intervento di Chota. Convinto di poter ricordare di più della sua vita precedente trascorrendo più tempo nel mondo degli stregoni e non volendo coinvolgere ulteriormente la ferita Nikaido, Cayman decide di tornare da solo nella dimensione magica. |                                                                             |                   |                    |
| 5  | 30 agosto 2004 | ISBN 4-09-188275-7                                                          | 26 gennaio 2006   | -                  |
| 5  | Capitoli - 24. Il mostro Lalala (ラララ怪人くん?, Rarara kaijin-kun) - 25. Lusso & abbondanza (ゴージャス＆モリモリ?, Gōjasu & morimori) - 26. Blue Night Land (ブルーナイト・ランド?, Burūnaito rando) - 27. Il mio caro Hanakemuri (嗚呼、『花煙』?, Aa, "hana kemuri") - 28. Meraviglioso tortino di carne (すてきなミートパイ?, Sutekina mītopai) - 29. Appare uno strano fungo! (珍キノコ出現!!?, Chin kinoko shutsugen! !) - 30. Benvenuto, funghetto! (キノコちゃん、いらっしゃ～い！?, Kinoko-chan, irassha~i!) |                                                                             |                   |                    |
| 5  | Trama Mentre girovaga senza meta, Cayman incontra un gruppo di malviventi che aggrediscono un ragazzo, Fukuyama, l'uomo lucertola interviene e per ringraziarlo il datore di lavoro del giovane, Tanba, gli offre di mangiare al suo ristorante e poi un posto di lavoro. Durante la Blue Night Cayman si introduce nella villa di En in cerca di Risu e quest'ultimo si reca nello stesso posto nella speranza di trovare il suo amico Aikawa. Shin e Noi vengono attaccati da Baku e Yaku che cercano di obbligarli a firmare un contratto con loro, così come hanno già tentato durante una precedente Blue Night. Cayman si scontra con Baku e Yaku, ma intervengono Tanba e Fukuyama ad aiutarlo. Risu trova la cassa in cui era stata rinchiusa Noi ferita e col suo fumo riesce a riottenere il suo corpo intero. En viene a sapere che nel negozio di fumo distrutto c'era polvere di uno stregone in grado di controllare il tempo e l'ultima persona ripresa dalla videocamera di sicurezza è Nikaido. Con la sua magia En fa ricrescere le spore di fungo nel corpo di Nikaido, da cui compare un mostro che attacca lei, Vaux, Kasukabe, 13 e Jonson. Per sconfiggerlo Nikaido indossa la sua maschera da strega, fatta da Asu, che le dà potere magico, ma i resti del mostro si trasformano in una porta che li conduce tutti da En. |                                                                             |                   |                    |
| 6  | 28 febbraio 2005 | ISBN 4-09-188276-5                                                          | 19 ottobre 2006   | -                  |
| 6  | Capitoli - 31. Lonely Cayman (ロンリー・カイマン?, Ronrī Kaiman) - 32. Il mostro di mezzanotte (真夜中の怪人?, Mayonaka no kaijin) - 33. Nightmare Before (ナイトメア・ビフォー?, Naitomea bifō) - 34. Paura dei dolcetti (まんじゅうコワイ?, Manjū kowai) - 35. Rendez-vous con le patate arrosto (ヤキイモ・ランデブー?, Yakīmo randebū) - 36. The Boss (ザ・ボス?, Za bosu) - Capitolo bonus |                                                                             |                   |                    |
| 6  | Trama L'ultimo giorno della Blue Night Noi ritrova Shin e Fujita viene a sapere che Ebisu aveva fatto domanda per essere sua partner. Chidaruma e i demoni si presentano alla villa di En per conoscere lo stregone che controlla il tempo, Nikaido. All'interno della casa nera vengono firmati i contratti tra En e Nikaido (anche se riluttante viene obbligata) e tra Shin e Noi. Kasukabe, Jonson, 13 e Vaux sono tenuti prigionieri e vengono torturati per avere informazioni su dove si trovi Cayman ma invano mentre anche Nikaido è tenuta segregata. Risu intanto si reca a Berith in cerca degli occhi crociati. Tanba vuole aiutare Cayman e lo porta da una persona con gli occhi crociati che conosce, ovvero il detenuto Shimizu, che riconosce l'uomo nella bocca di Cayman come Risu. Subito dopo appare Asu che informa l'uomo lucertola di Nikaido, ormai resa ubbidiente dai poteri del contratto firmato con En. Kasukabe e gli altri riescono a fuggire ma incontrano Shin che, poco prima di eliminarli, riconosce il dottore che anni prima lo ha aiutato a Hole. |                                                                             |                   |                    |
| 7  | 28 ottobre 2005 | ISBN 4-09-188277-3                                                          | 11 gennaio 2007   | -                  |
| 7  | Capitoli - 37. Vediamoci alla bancarella (屋台で逢いましょう?, Yatai de aimashou) - 38. Come se piovessero torte (お、パイぽろぽろ?, O, pai poroporo) - 39. Boy Meets Girl = Battle! (ボーイ ミーツ ガール＝バトル！?, Bōi mītsu gāru = batoru!) - 40. Non sprecate le risorse naturali! (資源を大切に！?, Shigen o taisetsu ni!) - 41. La cena va fatta in compagnia di amici (夕食は、いい人と?, Yūshoku wa, īhito to) - 42. Una fumosa gita in auto! (モクモク・ドライブ！?, Mokumoku doraibu!) - 43. Terrore! Il palazzo insanguinato e il gusto del massacro (恐怖！血みどろ館 惨殺の輪舞?, Kyōfu! Chimidoro-kan zansatsu no rinbu) - Capitolo bonus |                                                                             |                   |                    |
| 7  | Trama Tanba con i suoi dipendi, incluso Cayman sotto travestimento, sfidano Asuka per poter vendere nella villa di En. Cayman approfitta della distrazione di En, sotto l'influenza della magia di Asuka, e riesce ad avvicinarsi a Nikaido. Lei si rifiuta di seguirlo e lo attacca perché lui vuole uccidere il suo partner En. Lo scontro continua nelle fondamenta di un santuario, nell'oscurità Nikaido viene ferita e Asu interviene per salvarla ed estrae il contratto dal corpo della ragazza che quindi torna in sé. Cayman divora la testa di Nikaido che gli ha confessato di essere una strega e lei riconosce l'uomo nella sua bocca come Risu. Asu apre una porta magica per far fuggire da En, sopraggiunto sul posto, Nikaido e Cayman e li informa che Risu è a Berith, inoltre il demone trasforma Chota per fargli avere l'aspetto di Nikaido nel tentativo di guadagnare tempo. Cayman e Nikaido si nascondono dai demoni e si riappacificano. Risu incontra un gruppo di occhi crociati composto da Tetsujo, Ton, Saji, Ushishimada e Dokuga che vivono in povertà in attesa del loro capo. En incarica Shin e Noi di raggiungere il luogo in cui gli occhi crociati producono la polvere nera, mentre Kasukabe, Vaux, 13 e Jonson scappano dalla villa di En per cercare la moglie di Kasukabe nella foresta dove vivevano anni prima ma la casa che il gruppo trova è ora il laboratorio degli occhi crociati. Noi li cerca ma incontra due occhi crociati che conoscono i suoi punti deboli, anche Shin arriva nella foresta. |                                                                             |                   |                    |
| 8  | 30 maggio 2006 | ISBN 4-09-188278-1                                                          | 4 ottobre 2007    | -                  |
| 8  | Capitoli - 44. Amore coniugale (夫婦善哉?, Fūfuzenzai) - 45. La statua dagli occhi crociati (十字目ドール?, Jūji-me dōru) - 46. Il quartiere sotterraneo di Mastema (マステマ・サブナード?, Masutema sabunādo) - 47. La triste storia degli occhi crociati (十字目哀史?, Jūji-me aishi) - 48. Casa dolce casa (スイートホーム?, Suītohōmu) - 49. La bella gioventù (キラリ☆青春?, Kirari ☆ seishun) - Capitolo bonus |                                                                             |                   |                    |
| 8  | Trama Il professore Kasukabe riconosce alcuni degli oggetti della sua casa mentre viene aggredito, interviene Shin a salvarlo ma anche lui viene ferito e non riesce ad usare la magia, comunque sconfigge un occhio crociato. Noi riesce a liberarsi e ad uccidere uno dei due che l'avevano colpita, l'altro, Kento, si trasforma in un gigante e riesce a divorare Noi, Shin arriva in tempo per salvarla. Il professore Kasukabe riesce a osservare la statua del capo degli occhi crociati e riconosce la persona raffigurata. Haru Kasukabe, ora demone, arriva a salvare suo marito dalle macerie della casa distrutta e in fiamme. Asu viene scoperto da Chidaruma e viene interrogato e torturato per aver nascosto uno stregone del tempo. Nikaido e Cayman scoprono di essere a Mastema, nella metropolitana incontrano Natsuki che li guida e li aiuta, in un banco di pegni Cayman trova i vestiti che erano di Aikawa. Dokuga, dopo aver ricevuto un messaggio di Kento, arriva alla foresta con Tetsujo e trovano i resti della casa e i corpi dei loro compagni. Cayman, Nikaido e Natsuki prima di raggiungere Berith arrivano a Zagan che Cayman riconosce. |                                                                             |                   |                    |
| 9  | 30 gennaio 2007 | ISBN 978-4-09-188279-0                                                      | 23 ottobre 2008   | -                  |
| 9  | Capitoli - 50. Il ritorno della memoria (めぐるめぐるよ記憶がめぐる?, Meguru meguru yo kioku ga meguru) - 51. Il ritorno a Hole (カムバック ホール?, Kamubakku hōru) - 52. Gli scarafaggi sono ricchi ♪ (コガネムシは金持ちだ♪?, Koganemushi wa kanemochida ♪) - 53. Un macellaio adorabile (かわいいお肉屋さん?, Kawaī onikuyasan) - 54. La porta verso il passato (過去への扉?, Kako e no tobira) - 55. L'ultima notte per quei due (最後の夜・2人?, Saigo no yoru 2-ri) - Capitolo bonus |                                                                             |                   |                    |
| 9  | Trama Alla scuola di magia, ora un edificio abbandonato, Cayman riacquista alcuni ricordi confusi tra cui quelli con Risu, inoltre il suo volto non ha più i tatuaggi delle croci sugli occhi. Una volta tornato ad Hole, Kasukabe mostra a Shin e a Noi la sua idea secondo cui il boss degli occhi crociati è stato un suo paziente e insieme cercano il nonno di quest'ultimo che li porta alla sua tomba, scavando non trovano lì il cadavere. Chidaruma fa smembrare da Store Asu che torna ad essere lo stregone Kawajiri, di conseguenza Chota non ha più il suo camuffamento. Cayman, Nikaido e Natsuki raggiungono Berith e soggiornano in un centro termale dove lavorano Dokuga e i suoi compagni. |                                                                             |                   |                    |
| 10 | 30 luglio 2007 | ISBN 978-4-09-188280-6                                                      | 25 ottobre 2009   | -                  |
| 10 | Capitoli - 56. L'incontro sotto la pioggia (めぐり逢い・雨?, Meguri ai ame) - 57. Compagno di viaggio (旅は道連れ?, Tabi wa michidzure) - 58. Amore per gli spiccioli (小銭LOVE☆?, Kozeni LOVE ☆) - 59. Il ritorno dei funghi! (キノコ復活！?, Kinoko fukkatsu!) - 60. Addio, Cayman (さよならカイマン?, Sayonara Kaiman) - 61. La magia e il tappeto (魔法とジュータン?, Mahō to jūtan) - Capitolo bonus |                                                                             |                   |                    |
| 10 | Trama Ebisu ha riacquistato la memoria e lascia la villa di En per tornare a casa dai suoi genitori ma trova un impostore che ha preso il suo stesso aspetto. Kasukabe controlla la targa con cui è stato seppellito Ai ma non risulta tra gli zombie del Living Dead Day quindi pensa che sia ancora vivo e torna nel mondo degli stregoni per cercarlo con Shin e Noi. Cayman incrocia Dokuga e Tetsujo a cui chiede di incontrare Risu. En conosce dove si trova Nikaido grazie al contratto che ha in corpo e si precipita a Berith. Ebisu, usando della polvere nera, riesce a ferire lo stregone che aveva preso le sue sembianze ma questo uccide la ragazza; Fujita, che la aveva seguita, elimina l'impostore. En trova Nikaido e Cayman, durante lo scontro Cayman torna ad avere un volto umano a causa della morte di Ebisu, Nikaido viene portata via da En mentre Cayman muore e la maledizione di Risu lo abbandona. |                                                                             |                   |                    |
| 11 | 29 febbraio 2008 | ISBN 978-4-09-188283-7                                                      | 20 dicembre 2009  | -                  |
| 11 | Capitoli 62-67 |                                                                             |                   |                    |
| 11 | Trama Shin trova la testa di Cayman con ancora l'aspetto da rettile, le croci sugli occhi e gli aculei tagliati, En quindi pensa di averlo ucciso. Noi non riesce a curare Nikaido perché il contratto firmato con En sta marcendo a causa della riluttanza di Nikaido. Risu si ricongiunge con il suo spettro e diventa Curse. Fujita porta il corpo di Ebisu nel tentativo di farlo resuscitare da Kikurage, ma la bestiolina è spaventava, quindi chiede a Noi di curarle le ferite, ma un fermaglio le va a finire dentro il cranio, solo dopo Kikurage riporta in vita Ebisu, ma la ragazza non è in sé. Kawajiri è riuscito a teletrasportare Cayman lontano dallo scontro con En, ma lo stregone amico di Nikaido è ancora troppo debole e sviene. Cayman viene sostituito da Aikawa, che non ha i ricordi dell'altro e non è ferito, aiuta Kawajiri e insieme raggiungono Nikaido al palazzo di En, questa continua a opporsi al contratto e il suo corpo è in gravi condizioni, la ragazza riesce a vedere il volto umano del suo amico. Aikawa scappa via e poco dopo la sua identità viene sostituita da quella del boss degli occhi crociati, trova En e lo uccide, portandosi via la sua testa. |                                                                             |                   |                    |
| 12 | 30 settembre 2008 | ISBN 978-4-09-188284-4                                                      | 6 giugno 2010     | -                  |
| 12 | Capitoli 68-73 |                                                                             |                   |                    |
| 12 | Trama Il mondo degli stregoni è nel caos a causa della scomparsa di En, Turkey con la sua magia crea un fantoccio che porta Shin e Noi all'appartamento del boss degli occhi crociati, lì si scontrano con Dokuga e i suoi compagni. Kawajiri riesce a curare le ferite di Nikaido, ormai non più sotto contratto di En, con del fumo medicinale. Natsuki trova il boss che si è appena operato, la bambola di En si dirige verso di lui quindi il demone che era nella testa di En ora è nel capo degli occhi crociati, con del fumo curativo Natsuki guarisce il capo che si presenta con il nome di Kai. Shin e Noi riescono a sconfiggere il gruppo di occhi crociati, ma il boss usa la magia di En contro i due. Però questi improvvisamente scompaiono e sopraggiunge Curse, anche Haru e Kasukabe arrivano sul luogo e il canto del demone fa fuggire Curse. Il gruppo di occhi crociati viene guarito usando del fumo che avevano rubato. |                                                                             |                   |                    |
| 13 | 29 maggio 2009 | ISBN 978-4-09-188285-1                                                      | 8 agosto 2010     | -                  |
| 13 | Capitoli 74-79 |                                                                             |                   |                    |
| 13 | Trama Un mese dopo la morte di En la sua villa viene occupata dagli occhi crociati e molta gente cerca di entrare a far parte della loro organizzazione. Aikawa trova Risu a casa e apparentemente tornano amici come prima. Noi e Shin sono stati tratti in salvo da Sho, nel frattempo Noi si è ripresa dalle ferite e subito dopo cura Shin. Ton e Natsuki si dirigono alla ricerca di Kikurage in una foresta dove è stato visto. Sho ha anche recuperato la testa di En e salvato altri membri della famiglia e servitù di En, tra questi Fujita ed Ebisu che con una bambola di Kikurage formata da Turkey cercano l'animale. Chota è ferito e non può muoversi, vicino a lui c'è Kikurage (entrambi messi in salvo da En poco prima di morire) che viene trovato dai due occhi crociati e da Fujita ed Ebisu, quest'ultima si trasforma e amputa un braccio a Natsuki che riesce ora a emettere fumo, con la sua magia crea un'armatura. Dopo aver ricevuto la telefonata di Fujita, Sho arriva per salvare i suoi compagni. Nikaido si allena seguendo i consigli di Kawajiri, ma il suo fumo non è ancora sufficiente per far comparire la scatola magica nella sua forma finale, si introducono quindi alla villa di En per cercare informazioni in un libro. Risu, alla ricerca di informazioni sul motivo della sua uccisione, raggiunge gli occhi crociati, seguito da Aikawa. Nikaido, insieme ad Aikawa, trova il libro. Curse si scontra con Natsuki che riesce ad avere la meglio, Aikawa aiuta Risu ferito e lo affida a Kawajiri e Nikaido, poco dopo il boss prende il posto di Aikawa. Dokuga, nel tentativo di salvare Natsuki, la manda in missione lontano, ma Kai la uccide per impossessarsi della sua magia.                                                                                      |                                                                             |                   |                    |
| 14 | 29 gennaio 2010 | ISBN 978-4-09-188286-8                                                      | 6 febbraio 2011   | -                  |
| 14 | Capitoli 80-85 |                                                                             |                   |                    |
| 14 | Trama In un flashforward: Aikawa in crisi d'identità cerca di uccidersi. Nel loro nascondiglio sotterraneo i membri della famiglia di En riescono solo a far ricostruire a Noi il corpo del loro capo. Nikaido continua il suo allenamento e le iniziano a spuntare le corna da demone, ora riesce a emettere il fumo necessario per far comparire la scatola magica completa. Tornata indietro nel tempo salva Yakumo neonata. Il boss e il suo entourage uccidono centinaia di stregoni in città alla ricerca di chi ha emesso una quantità notevole di fumo magico, ovvero Nikaido. Fujita è inviato a raccogliere informazioni utili e viene reso invisibile da Sho. Tanba, Fukuyama e Kirion vengono aggrediti dagli occhi crociati e dal boss, Kai viene ferito e, davanti anche a Dokuga e i suoi compagni, la sua testa viene sostituita da quella di Aikawa che riconosce Fukuyama e non si oppone quando quest'ultimo colpisce con la sua magia. |                                                                             |                   |                    |
| 15 | 30 novembre 2010 | ISBN 978-4-09-188287-5                                                      | 10 dicembre 2011  | -                  |
| 15 | Capitoli 86-93 |                                                                             |                   |                    |
| 15 | Trama Gli occhi crociati sciolgono la magia di Fukuyama e imprigionano Aikawa. Kasukabe, ora con aspetto adulto, trova Aikawa e quando lo chiama Ai la sua testa viene sostituita con quella del giovane quando morì ad Hole. Ai raggiunge una stanza segreta dove un corpo artificiale è collegato ai demoni estratti dalle teste degli stregoni. Ritornato ad essere Aikawa, questo si suicida e nel mondo degli stregoni inizia a piovere, i demoni si radunano per assistere. Risu, Nikaido e Kawajiri vanno ad Hole. Tra le cataste di teste decapitate Dokuga trova il boss che si mostra ora con più teste contemporaneamente, indossa il corpo artificiale e diventa una creatura deforme e muta, ma capace di produrre fumo magico con cui fa apparire una porta (con raffigurati dei serpenti) per raggiungere Hole, ma non riesce ad attraversarla. L'occhio crociato Yasaka segue le tracce di polvere nera e vede Dokuga e i suoi compagni aiutare la creatura ad attraversare la porta di servizio che conduce a Hole. Per non rimanere sotto l'effetto dannoso della pioggia anche i componenti superstiti della famiglia di En raggiungono Hole. Nikaido si accorge che non è più in grado di produrre fumo e scopre che la sua scatola magica ha ancora 4 proiettili, uno è già stato usato per salvare Yakumo. Risu viene a sapere che Cayman e Aikawa sono la stessa persona. |                                                                             |                   |                    |
| 16 | 28 ottobre 2011 | ISBN 978-4-09-188288-2 (ed. regolare) ISBN 978-4-09-159104-3 (ed. limitata) | 7 luglio 2012     | ISBN 9788863042177 |
| 16 | Capitoli 94-101 |                                                                             |                   |                    |
| 16 | Trama Il giorno prima del Living Dead Day, Nikaido porta Risu nel vicolo di Hole dove aveva trovato Cayman per la prima volta e insieme tornano indietro nel tempo a quel giorno: i due vedono Jonson e l'uomo che lo aveva cresciuto, poco dopo compare una porta magica da cui esce Dokuga che accompagna il boss, consapevole che Curse lo sta cercando, Dokuga gli lascia un sacchetto prima di andarsene quindi arriva Curse. Kai viene reso di nuovo un umano e decapitato, Curse divora la sua testa per poi entrare nel suo corpo, in quel momento la boccetta contenente il fumo di Ebisu, ricevuta da Dokuga, viene distrutta dal corpo del boss bloccando così la maledizione di Curse, la testa che ricresce è quella di Cayman. Una volta tornati al presente, a Nikaido spunta anche la coda da demone e il suo carattere cambia momentaneamente. Intanto i componenti della famiglia di En si insediano all'ospedale centrale di Hole, Haru porta lì Kasukabe ringiovanito e Jonson. Fujita, dopo essere stato reso invisibile, ha seguito gli occhi crociati prima e il loro capo poi fino ad Hole. Dokuga, con la creatura che era il boss, viene avvicinato con l'inganno da Yasaka e ferito, viene poi curato da Noi e interrogato. Ton, Saji, Ushishimada e Tetsujo seguono le tracce lasciate dal boss trasformato e raggiungono un deposito sotterraneo dove Fujita, usando la polvere prodotta dalla creatura, uccide Yasaka. |                                                                             |                   |                    |
| 17 | 28 settembre 2012 | ISBN 978-4-09-188605-7                                                      | 10 agosto 2013    | ISBN 9788891251527 |
| 17 | Capitoli 102-109 |                                                                             |                   |                    |
| 17 | Trama Ton viene investito da una massa di liquido nero e muore. Saji, Ushishimada e Tetsujo trovano il boss che sta divorando Ton, quando Tetsujo tenta di attaccare, il boss usa la magia di Natsuki. Fujita, nella stessa stanza, riesce a trovare il neoplasma che appartiene a En. Saji e Ushishimada vengono uccisi dal boss quindi Tetsujo porta via le loro teste, il boss si getta in una pozza di liquido nero insieme ai corpi degli occhi crociati e dei demoni degli stregoni che aveva divorato. La famiglia di En si trasferisce presso i grandi magazzini di Hole. Nikaido, Kawajiri e Risu raggiungono i grandi magazzini per vendere gyoza. Mentre atterrano dal tappeto volante, a causa del forte vento e del volere di Hole, Sho cade e muore quindi Fujita diventa visibile a Tetsujo. |                                                                             |                   |                    |
| 18 | 28 giugno 2013 | ISBN 978-4-09-188625-5                                                      | 8 febbraio 2014   | ISBN 9788891253620 |
| 18 | Capitoli 110-117 |                                                                             |                   |                    |
| 18 | Trama Ebisu, Kikurage, il corpo di En e Dokuga finiscono nelle fondamenta dei grandi magazzini, l'occhio crociato perde la memoria ed Ebisu ne approfitta per fargli portare En. L'intero edificio dei grandi magazzini sprofonda nel suolo lasciando sul posto solo una grande pozza nera. Lì sopra si trova in aria la casa nera dei demoni, Kasukabe vi entra e trova Haru, che lo tiene nascosto, Chidaruma e tutti i demoni con la casa raggiungono l'interno dello scolo di acqua nera. All'interno dei grandi magazzini durante un momentaneo black out scompaiono tutte le persone. Shin inserisce nel cervello di Noi due fiale di fumo rigenerativo per il neoplasma. Fujita e Tetsujo fanno un patto per aiutarsi a vicenda. Nikaido quasi demone, Risu ora Curse e Kawajiri accecato e impossibilitato ad usare la sua magia vengono attaccati da persone collegate a dei tubi. Shin si ritrova con un tubo collegato alla gamba e viene manovrato contro il suo volere. Risu e Kawajiri vengono separati da Nikaido dopo che questa ha ricevuto la sua nuova maschera demoniaca dall'ex-demone. Shin attacca gli altri componenti della famiglia e si scontra con Noi. Nikaido torna in sé e trova Cayman con la testa da rettile, le croci sugli occhi, gli aculei tagliati e i vestiti che indossava il boss quando è stato ucciso da Curse. |                                                                             |                   |                    |
| 19 | 30 giugno 2014 | ISBN 978-4-09-188656-9                                                      | 17 gennaio 2015   | ISBN 9788891257369 |
| 19 | Capitoli 118-127 |                                                                             |                   |                    |
| 19 | Trama Nikaido è diffidente con Cayman, quest'ultimo ha ricordi fino al momento del primo scontro con Shin e Noi avvenuto un anno prima, un demone suggerisce loro di trovare il coltello di Store che ha Haru. La casa dei demoni arriva nei grandi magazzini, mentre Chidaruma e gli altri sono assenti, Nikaido e Cayman vi entrano e la ragazza spiega quel che sa all'uomo lucertola intanto che la casa porta i due da Haru. I grandi magazzini assumono l'aspetto della città di Hole. Curse, imprigionato insieme a Kawajiri, osserva Kai diventato demone. Risu riesce a liberarsi e nella stessa stanza trova la famiglia di En smembrata da Shin, Turkey usa quei corpi fatti a pezzi per creare una bambola di Ebisu e portare il neoplasma di En preso da Fujita. Nikaido prova a prendere il coltello di Store da Haru con la forza. Haru si distrae e uccide Kasukabe che è nel suo corpo, perde il coltello di Store e Cayman lo prende, tenta di colpire il demone, ma questa si infuria è uccide Cayman, quindi Nikaido prende il coltello e torna indietro nel tempo di pochi minuti per evitare tutto ciò. Shin si scontra con Dokuga, nel mentre la finta Ebisu raggiunge En e Kikurage, facendo tornare in vita En. |                                                                             |                   |                    |
| 20 | 30 settembre 2015 | ISBN 978-4-09-188684-2                                                      | 17 novembre 2016  | ISBN 9788891263575 |
| 20 | Capitoli 128-137 |                                                                             |                   |                    |
| 20 | Trama En trasforma in funghi Shin. Nikaido affronta il demone artificiale, ma perde sia il coltello di Store che la sua scatola del tempo. Cayman si riunisce col fantasma di Ai e assume una nuova personalità. Risu con i poteri di Curse riesce a disarmare il demone artificiale, ma il demone fugge portandosi Nikaido. Il nuovo Aikawa spiega a Risu che il luogo in cui si trovano è Hole ricreato dai suoi ricordi. Risu ricorda di essere già stato all'ospedale di Hole per rubare la testa di Cayman sotto formalina. Chidaruma e i demoni osservano gli eventi. Dokuga riacquista la memoria e vede Saji e Ushishimada morti, mentre En annulla la sua magia su Shin l'occhio crociato lo colpisce e prende con sé Kikurage per resuscitare i suoi compagni, ma un tubo controllato dal denome artificiale prende Dokuga, Ebisu e Kikurage. Risu, Aikawa e Kasukabe percorrono le strade distorte della città finché trovano il corpo di Ai, con cui il suo spettro si riunisce lasciando l'altro Aikawa. Noi si rigenera e cura in parte gli altri compagni presenti lì. |                                                                             |                   |                    |
| 21 | 30 settembre 2016 | ISBN 978-4-09-188689-7                                                      | 28 settembre 2017 | ISBN 9788891266316 |
| 21 | Capitoli 138-147 |                                                                             |                   |                    |
| 21 | Trama Nel mondo degli stregoni Kirion vola con una scopa in cielo. La massa di acqua nera dove erano i grandi magazzini diminuisce mentre la finta Hole viene disciolta. Dalla testa di Ebisu, trasformata in fungo, En crea e controlla una bambola per affrontare il demone artificiale. Ai racconta di essere diventato uno stregone grazie al volere dell'acqua nera di Hole in cui si era tuffato. Nikaido continua la sua trasformazione in demone. En riesce a sconfiggere quello che era il boss degli occhi crociati, ma questo ha ancora una vita, grazie al fatto che aveva più teste. Kasukabe perde il controllo di sé a causa dell'acqua nera di Hole nel suo corpo, ma Haru lo porta nella casa nera dei demoni. Risu e il nuovo Aikawa (posseduto da Ai) con il coltello di Store raggiungono il luogo in cui si trovano gli altri. Kirion riesce a volare fin sopra le nuvole nere, nuvole create dalla polvere riversata dai cadaveri degli umani che attraversano una porta magica gigantesca che raffigura dei serpenti. Ad Hole il livello dell'acqua nera dove erano i grandi magazzini continua a diminuire. En e Shin, con la testa di Sho, raggiungono la stanza in cui sono tutti riuniti. Aikawa decapita la testa del demone artificiale, l'ultima rimasta è quella di Ai, questo lascia il corpo che possedeva e torna Cayman. Risu uccide Ai, completata la maledizione perde i poteri di Curse. Fino alla fine Ai è stato usato, radunando tutti gli stregoni più forti nello stesso posto ha compiuto il volere di Hole, la creatura nata dall'odio degli esseri umani per gli stregoni. La stanza si riempie di acido, mentre la creatura Hole emerge nell'omonima città. Chidaruma dichiara vinta la scommessa fatta con i demoni e li fa smembrare da Store rendendoli di nuovo stregoni. |                                                                             |                   |                    |
| 22 | 30 giugno 2017 | ISBN 978-4-09-188692-7                                                      | 25 gennaio 2018   | ISBN 9788891267689 |
| 22 | Capitoli 148-155 |                                                                             |                   |                    |
| 22 | Trama La personificazione di Hole si aggira per la città tra la venerazione degli umani con l'unico scopo di eliminare gli stregoni, l'ospedale centrale che ospita i dipendenti di En viene quasi distrutto. Kawajiri riesce a teletrasportare Nikaido e Cayman all'interno della casa nera prima che questa raggiunga la città di Hole, qui la ragazza completa la trasformazione in demone. En continua a produrre funghi per più di un giorno per proteggere dall'acido il gruppo rimasto lì. Hole si accorge della presenza degli stregoni nella casa volante quindi Nikaido, armata con il coltello di Store, lo affronta, ma l'essere crea una pioggia che indebolisce il demone e, usando la magia temporale di lei, riesce a prendere il coltello e fare a pezzi Nikaido. Cayman e Kawajiri intervengono nello scontro, Cayman viene colpito con l'acqua fangosa di Hole e intorno ai suoi occhi tornano le croci oltre a riavere la memoria. Una versione del passato di Nikaido, che aveva usato la sua magia per consigliare a sé stessa di prendere il coltello di Store, torna nel presente. Kawajiri e Nikaido si teletrasportano per evitare l'attacco di Hole, la ragazza ora ha usato la sua magia del tempo cinque volte quindi la scatola magica si distrugge e non potendo più emettere fumo non può neanche essere demone. I due tornano a recuperare Cayman, ma Kawajiri non fa in tempo a portare tutti in salvo, Hole riesce a decapitare Nikaido e Kawajiri e prende le loro teste. Gli stregoni nella casa nera che prima erano demoni, per proteggere sé stessi, rendono Cayman un mago. |                                                                             |                   |                    |
| 23 | 12 novembre 2018 | ISBN 978-4-09-188693-4                                                      | 20 giugno 2019    | ISBN 9788891288448 |
| 23 | Capitoli 156-166 |                                                                             |                   |                    |
| 23 | Trama Cayman riesce a emettere fumo e fa comparire un bastone con cui invoca il potere dei gyoza. Intanto la testa di Sho viene resuscitata. Cayman recupera il coltello di Store, la testa decapitata di Hole riesce a prendere la testa di Nikaido e si getta nel pozzo di acqua nera dove erano i grandi magazzini. I cadaveri a Hole vengono resuscitati e creano una montagna di corpi riempiendo il cratere, Cayman e Chidaruma vengono mandati indietro nel tempo e vivono in prima persona come venivano uccisi gli umani dagli stregoni in epoca preistorica. Risvegliatosi, Cayman insegue Hole nell'oscurità e vede la porta magica sul mondo degli stregoni. Inizialmente Hole ha il volto di Kai per poi mostrare il suo vero aspetto. Nikaido viene fatta rivivere da Hole e fatta combattere contro Cayman riuscendo a uccidere il demone nella sua testa così che Cayman perde i suoi poteri, nel pozzo di acqua nera però ottiene dei poteri assorbendo quel fango. Sho con la sua magia trasporta il gruppo fuori dal liquame. Kirion fa esplodere delle boccette di fumo piazzate sull'enorme porta magica, questo indebolisce Hole e Shin ne approfitta per fare a pezzi la testa di Hole, al suo interno c'è un neoplasma creato dalla magia e Cayman lo elimina col coltello di Store. I morti viventi e i cadaveri scompaiono così come smette di piovere nel mondo degli stregoni, gli stregoni nella casa nera tornano ad essere demoni e fanno tornare in vita Nikaido e Kawajiri. A distanza di sei mesi viene mostrato come è cambiato il mondo e come vivono i vari personaggi. |                                                                             |                   |                    |